# Гайворонская, Феодосия Ивановна
Феодосия Ивановна Гайворонская (род. 1925 год, Талды-Курган, Казахская АССР, РСФСР, СССР) — советская деятельница сельского хозяйства, звеньевая колхоза имени XXII съезда КПСС Кировского района Талды-Курганской области, Казахская ССР. Депутат Верховного Совета СССР 8-го созыва. Герой Социалистического Труда (1971).

## Биография
Родилась в 1925 году в селении Талды-Курган Джетысуйской губернии Казахской АССР в украинской семье.
С 1940 года начала свою трудовую деятельность рабочей Талды-Курганского свекловодческого совхоза. С 1946 года после окончания агрономической сельскохозяйственной школы работала полеводом в свекловодческом звене колхоза «Джаналык» Талды-Курганского района Казахской ССР под руководством Героя Социалистического Труда Акыка Нурманбетова.
С 1958 года Ф. И. Гайворонская возглавила свекловодческое звено  колхоза имени XXII съезда КПСС Кировского района Алма-Атинской области. 31 декабря 1965 года Указом Президиума Верховного Совета СССР «за выдающиеся заслуги в труде и по итогам работы в 1965 году» Феодосия Ивановна Гайворонская была награждена Орденом Трудового Красного Знамени.
С 1966 по 1970 годы свекловодческое звено под руководством  Ф. И. Гайворонск активно трудилось, добиваясь высоких результатов работы и досрочно выполнило задания Восьмой пятилетки, заняв лидирующее положение среди свекловодов Талды-Курганской области в социалистическом соревновании.
8 апреля 1971 года Указом Президиума Верховного Совета СССР «за выдающиеся успехи, достигнутые в развитии сельскохозяйственного производства и выполнении пятилетнего плана продажи государству продуктов земледелия и животноводства» Феодосия Ивановна Гайворонская была удостоена звания Героя Социалистического Труда с вручением Ордена Ленина и золотой медали «Серп и Молот».
Помимо основной деятельности занималась и общественно-политической деятельностью: с 1970 по 1974 годы избиралась депутатом Совета Национальностей Верховного Совета СССР 8-го созыва, депутатом Талды-Курганского областного и Кировского районного Советов народных депутатов, членом Талды-Курганского обкома КПСС.
С 1976 года вышла на заслуженный отдых. Жила в Талды-Курганской области.

## Награды
- Медаль «Серп и Молот» (08.04.1971)
- Орден Ленина (08.04.1971)
- Орден Трудового Красного Знамени (31.12.1965)